# Banjul
Banjul är huvudstad i Gambia. Staden uppskattades ha 35 000 invånare 2020, hela storstadsområdet 380 000. Den ligger på Saint Mary's Island, vid Gambiaflodens mynning i Atlanten. Den är en viktig hamn, bland annat för utskeppning av jordnötter.

## Historia
Staden grundades av britter 1816 som en handelsplats, och som en bas för att få ner slavhandeln. På den tiden gick staden under namnet Bathurst, efter Henry Bathurst. Staden bytte namn den 24 april 1973.

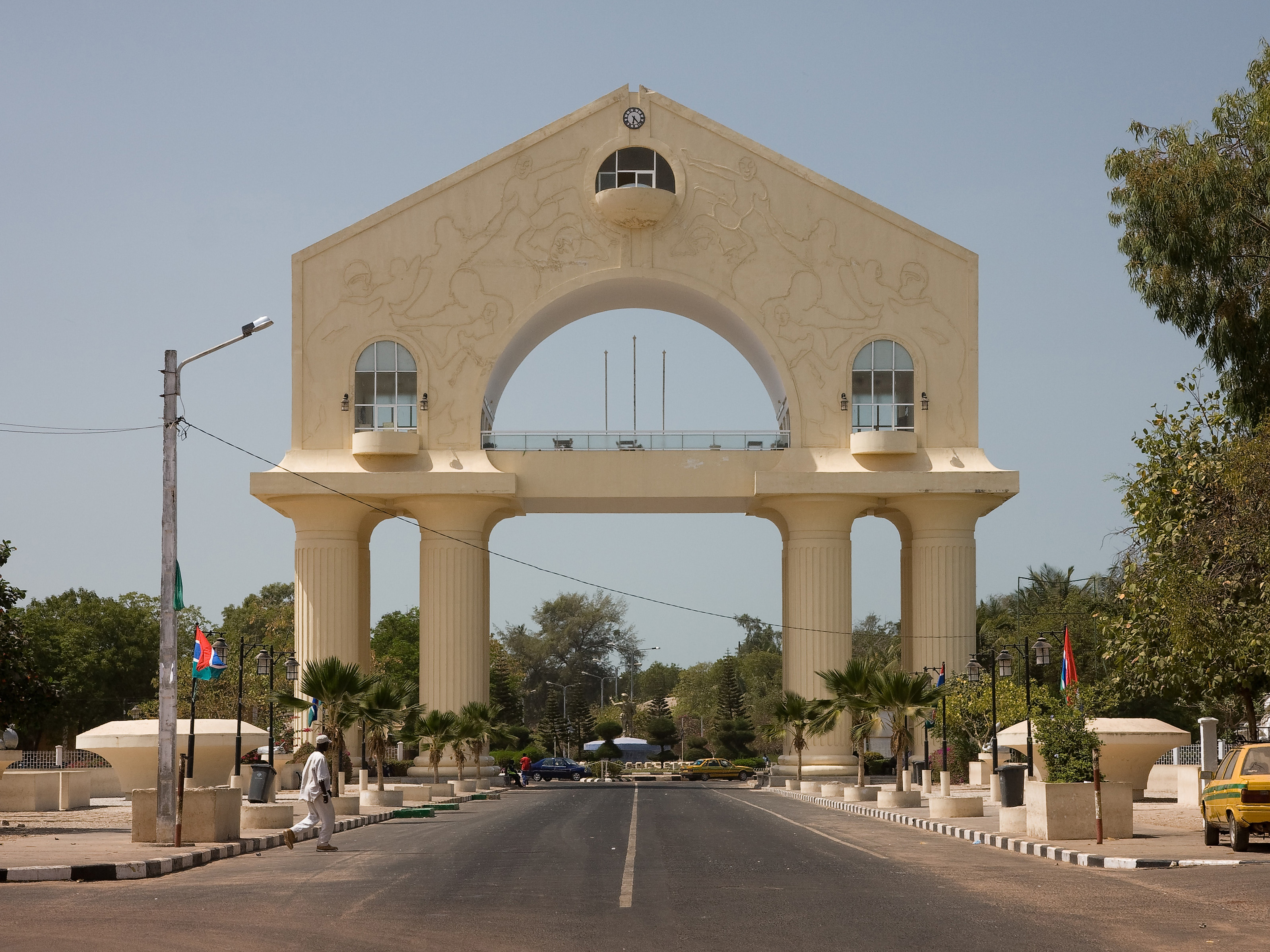
Arch 22.

Den 22 juli 1994 utspelades en oblodig militär statskupp då president Dawda Jawara störtades och ersattes av Yahya Jammeh. Till minne av den här händelsen byggdes Arch 22 som port till staden. Porten är 35 meter hög och ligger i mitten av ett öppet torg. Inuti porten finns ett textilmuseum.
I staden finns bland annat Gambias nationalmuseum, två katedraler och flera större moskéer.

## Ekonomi
Banjul är det huvudsakliga storstadsområdet i Gambia och är landets ekonomiska och administrativa centrum. Jordnötsproduktion är landets huvudsakliga industri, men även bivax, palmträ, palmolja och hudar skeppas från dess hamn.
Det går färjor från Banjul till Barra. Banjuls internationella flygplats ligger ca 25 km söder om staden.

## Storstadsområde
Till storstadsområdet, Greater Banjul Area, räknas förutom Banjuls stad även det både till yta och invånarantal betydligt större distriktet Kanifing samt ibland hela eller delar av distrikten Kombo North, Kombo South och Kombo Central.